# HMS Argonaut (1941)
HMS Argonaut (61) (Его величества корабль Аргонаут, Аргонавт) — британский лёгкий крейсер, типа «Дидо». Был заказан по военной программе 1939 года и заложен на верфи Cammell Laird в Биркенхеде 21 ноября 1939 года. Крейсер был спущен на воду 6 сентября 1941 года, став третьим кораблём, носящим это имя в британском флоте. Вступил в строй 8 августа 1942 года.

## История службы
Крейсер начал прохождение испытаний с 14 июля 1942 года, однако из-за нехватки материалов в строй не вводился. Предполагалось использование крейсера на Средиземном море. В августе крейсер перешёл в Скапа-Флоу на Оркнейских островах и вошёл в состав 10-й эскадры крейсеров. В сентябре совершал выходы к северо-западным подходам. Первой боевой операцией Аргонаута была доставка нескольких 94-мм орудий и нескольких норвежских солдат на Шпицберген.
13 октября крейсер погрузил на борт медицинский персонал из состава RAF и вместе с эсминцами Intrepid и Obdurate направился в Мурманск. 28 октября крейсер вернулся в Великобританию имея на борту лётчиков самолётов Хэмпден, доставленных в СССР с конвоем PQ-18. По приходе должен был совершить рейс на Шпицберген.

## Операция Торч
Однако 28 октября крейсер совместно с линкорами Duke of York, Nelson, линейным крейсером Renown, авианосцами Victorious и Formidable и крейсером Bermuda в сопровождении 11 эсминцев отправился в Гибралтар, куда прибыл 6 ноября и где присоединился к Соединению «H». Кораблю предстояло участие в высадке в Северной Африке. 8 ноября крейсер вместе с эсминцем Ashanti вышел в море, чтобы радио сигналами отвлечь внимание противника от высадки.
15 ноября крейсер вместе с Соединением Q: крейсеры Aurora, Charybdis, Scylla и Sirius, эсминцы Quentin и Quiberon был переведён в Бон с базированием на эту базу. Соединение предназначалось для атакующих действий против вражеских конвоев в Тунисском заливе.
2 декабря Аргонаут вместе с крейсерами Aurora и Sirius, эсминцами Quentin и Quiberon участвовал в бою с итальянским конвоем севернее Туниса. 4 транспорта и сопровождавший их эсминец Folgore были потоплены.

## Повреждение торпедами
14 декабря во время очередного выхода Соединения Q, Аргонаут подвергся атаке итальянской подводной лодки Mocenigo западнее острова Галита, в точке 37°30′ с. ш. 08°13′ в. д.. В результате 2-х торпедных попаданий были оторваны носовая и кормовая конечности, потеряно рулевое управление, 2 башни из пяти вышли из строя. Крейсер остался на плаву и был отбуксирован в Алжир. Несмотря на тяжёлые повреждения, на крейсере погибло только 3 человека.
1 января 1943 года крейсер перешёл в Гибралтар, где 4 января встал на подготовительный ремонт, продолжавшийся по конец марта. 5 апреля крейсер под эскортом эсминца Hero ушёл на ремонт в США. 9 апреля после прохода Азорских островов эсминец из-за проблем с машинной установкой был вынужден покинуть крейсер и тот далее шёл один, пока 13 апреля его не встретил американский эсминец Butler, который и довёл его до Бермудских островов. Там на крейсере были проведены дополнительные ремонтные работы, после чего он под эскортом американских тральщиков Tumult и Pioneer отправился далее, в Филадельфию, куда прибыл 27 апреля. 30 апреля он встал на ремонт на верфи Филадельфии. Ремонт продолжался по сентябрь 1943 года. В октябре проводили послеремонтные испытания, которые завершили 13 ноября. После этого крейсер отправился в метрополию, прибыв туда 2 декабря.
31 декабря он встал на ремонт на верфи Тайна для завершения ремонтных работ, которые не могли быть закончены в США. В ходе ремонта, продлившегося до марта 1944 года, на корабле для уменьшения верхнего веса сняли верхнюю носовую башня и заменили 4-х ствольным Пом-пом’ом. Радиолокационное оборудование и оборудование связи было заменено с учётом использования корабля в качестве флагмана эскортного соединения и наведения истребителей сопровождения. Были установлены 10-см радары поверхностного и высотного обнаружения Type 293 и Type 277. Радары могли управлять огнём малокалиберной зенитной артиллерии. Была установлена аппаратура определения «свой-чужой» и аппаратура УКВ связи.

## Высадка в Нормандии
В апреле крейсер вошёл в состав 10-й эскадры крейсеров и начал проводить учебные стрельбы перед предстоящей высадкой в Нормандии.
В мае, в Белфасте, совместно с крейсерами Orion, Ajax и Emerald сформировал Соединение K, целью которого был обстрел артиллерийских батарей в Во-сюр-Ор.
3 июня крейсер в составе Соединения К вышел из Клайда вместе с конвоем G-12 под охраной эсминцев Grenville и Undine. 5 июня к соединению в проливе Те-Солент присоединилась голландская канонерская лодка Flores. После этого корабли и конвой двинулись на исходные позиции. С утра 6 июня, во время фазы высадки, крейсер проводил обстрел выделенных ему по плану целей, после чего перенёс огонь на батарею, расположенную на Longues и подавленную ранее крейсером Ajax. С 7 июня крейсер находился в восточной области, занимаясь огневой поддержкой во время фазы наступления. 25 июня крейсер совместно с крейсерами Emerald, Enterprise и Glasgow, американским линкором Nevada, американскими тяжёлыми крейсерами Tuscaloosa и Quincy, под прикрытием американских эсминцев проводил обстрел береговых батарей в Querqueville. 26 июня он обеспечивал поддержку наступления британских сил в районе Кан совместно с линкором Rodney, монитором Roberts и крейсерами Belfast и Diadem. Здесь крейсеру снова повезло, когда в его ют попал вражески 150-мм снаряд, который выйдя через правый борт не разорвался и не нанес никаких существенных повреждений. В июле крейсер продолжал оказывать огневую поддержку, уходя в Девонпорт на замену лейнеров орудий главного калибра. Всего за время операции он выпустил 4359 снарядов главного калибра.

## Высадка в Южной Франции
4 августа Аргонаут вышел в Средиземное море на соединение с группой огневой поддержки Camel, входящей в состав TF-87, находящейся под американским командованием. Это соединение было задействовано в планирующейся операции по высадке в Южной Франции (операция Dragoon). 11 августа он вышел из Солерно вместе с американскими линкором Arkansas, крейсерами Tuscaloosa, Marblehead и Brooklyn под эскортом американских же эсминцев. 15 августа Аргонаут выпустил 394 снарядов по батареям между Каннами, Антибом и островом Сент-Маргит. Позже обстреливал цели в гавани Фрежюса. В ходе обстрела имел место несильный ответный огонь. 22 августа крейсер прекратил участие в операции и перешел под командование Средиземноморским флотом.

## Действия в Эгейском море
В сентябре крейсер был назначен на службу в Восточном Средиземноморье в составе Британских сил Эгейского моря. 24 сентября он вместе с крейсерами Orion, Ajax, Royalist, Black Prince, Aurora и Ceylon направился в состав данных сил для поддержки операций по освобождению островов Эгейского моря. 16 октября крейсер был послан на перехват эвакуировавшихся немецких войск и потопил 2 каяка. 9 ноября крейсер эскортировал войсковой конвой в Салоники.

## В составе Тихоокеанского флота
22 ноября крейсер был переназначен в формируемый Британский Тихоокеанский флот. 25 ноября он отплыл из Александрии в Тринкомали. По прибытии, в декабре, Аргонаут вошёл в состав Тихоокеанского флота.
17 декабря Аргонаут в составе Соединения TF67: авианосцы Indomitable и Illustrious, крейсера Newcastle и Black Prince, эсминцы Kempenfelt, Wessex, Whirlwind, Wrangler и Wakeful, выходил для обеспечения авиационного удара по целям на Северной Суматре в районе Belawan Deli (Operation Robson).
Со 2 января 1945 года крейсер в составе Соединения TF67: авианосцы Indomitable, Victorious и Indefatigable, крейсера Suffolk, Black Prince и Ceylon и 8 эсминцев, участвовал в обеспечении нанесения воздушных ударов по нефтеперерабатывающим заводам на Суматре в Pangkalan Brandan (операция Lentil).
13 января принимал участие в репетиции предстоящей операции Meridian. 16 января крейсер отплыл из Тринкомали в Австралию в составе Соединения 63. 24 января он с частью сил эскорта отсоединился с Авианосцами Indomitable, Illustrious и Victorious для нанесения удара по нефтеперерабатывающим заводам в Pladjoe, севернее Палембанга (операция Meridian I). До и после проведения частей операции корабли заправлялись в заливе Эксмут (Австралия). 29 января Аргонаут продолжал в рамках операции Meridian обеспечивать охранение той части кораблей TF63, которые наносили удары по Soengi-Gerong у Палембанга. В начале февраля соединение продолжило движение к Сиднею, с заходом в Мельбурн 4 февраля. 10 февраля Соединение, сменившее по окончании операции Meridian номер на 113 прибыло в Сидней.
В марте крейсер был определён для службы в Британском Тихоокеанском флоте непосредственно на Тихом океане совместно с 5-м флотом США. 7 марта совместно с Соединением TF113 он прибыл на базу на Манусе, острова Адмиралтейства.
23 марта крейсер вышел с Улите для сопровождения американских десантных сил на Окинаву. Британское Соединение вошло в состав американского TF57. 26 марта крейсер участвовал в операции Iceberg — нейтрализации японских аэродромов на островах Сакисима. Крейсер вместе с эсминцем Kempenfelt был отделён от основных сил флота для радарного патруля в 30 милях от Соединения. 28 марта с эсминцем Wager был отделен для радарного патруля группы заправки. Крейсер был атакован вражескими самолетами. 6 апреля снова находился в составе радарного патруля, на этот раз с эсминцем Urania. 9 апреля вместе с британскими кораблями отделился от флота для нанесения ударов по Формозе (операция Iceberg Oolong). 15 апреля британские корабли вернулись к островам Сакисима. 20 апреля кратковременно уходил к Лейте с авианосцем Illustrious и эсминцами Wager и Whelp после чего вернулся к островам Сакисима. 4 мая с теми же кораблями он направился в Сидней, где 15 мая встал на ремонт.
По окончании ремонта в июле, он направился для замены канадского крейсера Uganda, в составе TF37 — такое наименование получила TF57, после перехода в подчинение 3-го флота США, что и сделал 27 июля. 31 июля он был назначен кораблем обеспечения связи между группой заправки и оперативной группы в составе авианосца Illustrious, эскортного авианосца Ruler и новозеландского крейсера Achilles. 3 августа обеспечивал с TF37 прикрытие авианосных групп, наносивших удары по целям в Японии. Операция продолжалась до 10 августа, после чего, 12 августа корабли вернулись на Манус из-за нехватки топлива на британских танкерах сопровождения.
15 августа крейсер был переведён в состав TU111.3: состоящего из авианосца Colossus, крейсера Bermuda, эсминцев Tyrian, Tumult, Tuscan и австралийского Quiberon. Задачей соединения был вывоз британских военнопленных с Формозы и материкового Китая.

## Послевоенная служба
С окончанием войны крейсер направился к Формозе, а после, присоединился к крейсеру Belfast в Шанхае с целью оказания помощи американскому флоту в репатриации союзных граждан. После этого, крейсер оставался в составе Тихоокеанского флота с базированием на Гонконг до конца 1945 года.
В 1946 году он вернулся в Портсмут (6 июля), где был выведен в резерв. Крейсер не вводился более в состав флота и простоял в резерве до 1955 года, когда был исключён из списков флота. Корабль был продан на слом J Cashmore и 19 ноября 1955 года прибыл на разборку в Ньюпорт, Южный Уэльс.